# Hohfrankenheim
Hohfrankenheim település Franciaországban, Bas-Rhin megyében. Lakosainak száma 275 fő (2022. január 1.). Hohfrankenheim Duntzenheim, Mutzenhouse, Waltenheim-sur-Zorn, Wingersheim-les-Quatre-Bans és Hochfelden községekkel határos.

## Népesség
A település népességének változása:
| Lakosok száma | 258  | 255  | 262  | 265  | 270  | 273  | 273  | 278  | 275  |
|               | 2013 | 2015 | 2016 | 2017 | 2018 | 2019 | 2020 | 2021 | 2022 |